# Paepalanthus fasciculatus
Paepalanthus fasciculatus là một loài thực vật có hoa trong họ Eriocaulaceae. Loài này được (Rottb.) Kunth mô tả khoa học đầu tiên năm 1841.